# Lirabotys liralis
Lirabotys liralis is een vlinder uit de familie van de grasmotten (Crambidae). De wetenschappelijke naam van deze soort is voor het eerst voorgesteld als Bradina liralis door Henry Legrand in een publicatie uit 1966.
De soort komt voor op het eiland Aldabra van de Seychellen.